# M b v
m b vは、アイルランドのオルタナティヴ・ロックバンド、マイ・ブラッディ・ヴァレンタインの3rdアルバム。2013年2月2日発売。前作ラヴレスから実に22年ぶりの新作となった。

## 制作
アルバムの楽曲制作はバンド解散前の1996年～1997年と、バンド再結成の頃に行われた。1995年にベーシストのデビー・グッギとドラマーのコルム・オコーサクがバンドを脱退するが、ケヴィンはアナログテープにギターリフを録音し始め、楽曲の骨組みを作っていく。1997年時点でアルバムのセッションは半分完了し、翌年にはアルバムを出せるとケヴィンは発言したが、同年ギタリストのビリンダ・ブッチャーも脱退し、バンドは解散する。ケヴィンは再結成前年の2006年にアルバム制作を再開、それまでの音源に演奏を付け足す。2007年にバンドは再結成し、ケヴィンはアルバムのレコーディングの3/4は終わっていると宣言した。2011年～2012年の間にボーカル、ベース、ドラム音源がオーバー・ダビングされた。2012年秋に新作発表。12月にマスタリング作業が完了し、翌2013年2月にリリース。アルバムはプレスからの絶賛を持って迎えられた。

## 収録曲
作詞作曲：ケヴィン・シールズ
1. She Found Now - 5:06
2. Only Tomorrow - 6:22
3. Who Sees You - 6:12
4. Is This and Yes - 5:07
5. If I Am - 3:54
6. New You - 4:59
7. In Another Way - 5:31
8. Nothing Is – 3:34
9. Wonder 2 – 5:52

## 参加ミュージシャン
- ケヴィン・シールズ
- ビリンダ・ブッチャー
- デビー・グッギ
- コルム・オコーサク